# Bakinská zátoka
Bakinská zátoka (ázerbájdžánsky Bakı körfəzi) je přirozený přístav na jižním pobřeží Apšeronského poloostrova.

## Popis
Zátoka má rozlohu 50 km², pobřeží délku 20 km a průměrná hloubka moře je 4 m. Je ohraničena Mysem sultána na východě, Mysem sicha na jihozápadě a ostrovy Qum, Daš Zira, Böjük Zira na jihu a jihovýchodě. Podél pobřeží se vine Bakinský přímořský bulvár.

## Historie
Od prvního do sedmého století našeho letopočtu byla Bakinská zátoka suchá a v ní ležící ostrovy byly součástí pevniny. Baku samotné leželo v dost velké vzdálenosti od moře, jak je zřejmé z Ptolemaiovy mapy.

## Galerie

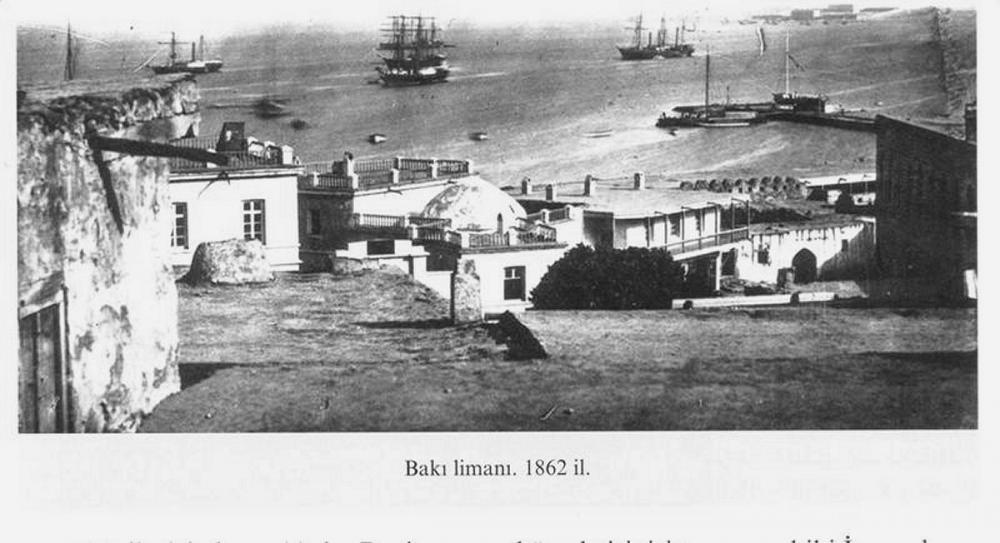
Pohled na zátoku ze Starého města (1862)